# Епархия Виньлонга
Епархия Виньлонга (лат. Dioecesis Vinhlongensis) — епархия Римско-Католической Церкви с центром в городе Виньлонг, Вьетнам. Епархия Виньлонга входит в митрополию Хошимина. Кафедральным собором епархии Виньлонга является церковь святой Анны.

## История
8 января 1938 года Римский папа Пий XI издал буллу «In remotas», которой учредил апостольский викариат Виньлонга, выделив её из апостольского викариата Сайгона (сегодня — Архиепархия Хошимина).
24 ноября 1960 года Римский папа Иоанн XXIII издал буллу «Venerabilium Nostrorum», которой преобразовал апостольский викариат Виньлонга в епархию.

## Ординарии епархии
- епископ Pierre Martin Ngô Đình Thục (8.01.1938 — 24.11.1960) — назначен архиепископом Хюэ;
- Antoine Nguyên Van Thien (24.11.1960 — 12.07.1968);
- епископ Jacques Nguyên Van Mâu (12.07.1968 — 3.07.2001);
- епископ Thomas Nguyên Van Tan (3.07.2001 — 17.08.2013);
- вакансия с 17 августа 2013 года.

## Источник
- Annuario Pontificio, Libreria Editrice Vaticana, Città del Vaticano, 2003, стр. 958, ISBN 88-209-7422-3
- Булла In remotas (лат.) // AAS. — 1938. — Num. 30. — P. 279.
- Булла Venerabilium Nostrorum (лат.) // AAS. — 1961. — Num. 53. — P. 346.